# ラウーラ・バセット
ラウーラ・バセット（Laura Bassett, 1983年8月2日 - ）は、イングランドの女子サッカー選手。

## 人物
1983年8月2日、イングランドのウェスト・ミッドランズヌニートン出身。少女時代からサッカーを始め、9歳でベドワース・ガールスに入団。サッカー選手としてのキャリアを歩み出す。
1997年、コヴェントリー・ユナイテッド・レディースに加入、3シーズンプレーをした後、バーミンガム・シティLFCへ移籍。途中の2006年、アメリカ合衆国のUSL Wリーグに所属するニューヨーク・マジックにレンタル移籍を経験した以外は7シーズンをバーミンガムでプレイした。
その後、アーセナルLFC、リーズ・カーネギーLFCを経て2010年に古巣のバーミンガム・シティLFCに復帰してプレーした。
2014年シーズンはチェルシーLFCに移籍して1年間プレー。2015年シーズンはノッツ・カウンティLFCに移籍した。

## 国際キャリア
バセットは2002 FIFA U-19女子世界選手権の予選を兼ねたUEFA U-19女子選手権2002に出場するU-19女子代表に招集されて以来、国際キャリアを積み重ねた。2002 FIFA U-19女子世界選手権ではグループリーグ3試合と決勝トーナメント初戦のU-19カナダ女子代表戦の4試合全てに先発出場した。
2003年にイングランド女子代表に初招集された。2009年の女子欧州選手権（フィンランド）、2011年の女子ワールドカップ（ドイツ）、2013年の女子欧州選手権（スウェーデン）にそれぞれイングランド女子代表として出場した。2013年女子欧州選手権の1次リーグ初戦の対女子スペイン代表戦では後半ロスタイムに代表初ゴールを挙げている。
2015年、女子ワールドカップ（カナダ）に出場、1次リーグ2試合と決勝トーナメント3試合に先発フル出場。準決勝の女子日本代表戦では、1-1の後半アディショナルタイムに川澄奈穂美がイングランドのゴール前ペナルティエリア目がけて放ったアーリークロスをクリアしようとした際に自陣ゴールにボールを蹴り入れてしまい、日本の決勝点となるオウンゴールを与えてしまった。その後、女子ドイツ代表との3位決定戦では先発フル出場し、ドイツの攻撃を防いで1-0の勝利を収めてイングランドの3位に貢献した。

### ゴール
| #  | 開催年月日    | 開催地           | 対戦国     | 勝敗  | 試合概要                                    |
| -- | ------------- | ---------------- | ---------- | ----- | ------------------------------------------- |
| 1. | 2013年7月12日 | リンシェーピング | スペイン   | ● 2-3 | UEFA欧州女子選手権2013                      |
| 2. | 2014年8月21日 | カーディフ       | ウェールズ | ○ 4-0 | 2015 FIFA女子ワールドカップ・ヨーロッパ予選 |